# 帕加札諾
帕加札諾（義大利語：Pigazzano）是皮亚琴察省特拉沃的城鎮，位於皮亞琴察省西南的分區，位於皮亞琴察市西南方約24公里。

## 地理
村庄位于特拉沃以北 8 公里处的一座全景山丘上，毗邻特雷比亚河谷和里韋爾加羅。蛇綠岩套与皮勒罗内山（海拔 596 米）一样，遍鄰周围的山丘。

## 節慶
从2003年开始，該村的皮加扎诺之友协会於圣母蒙召升天節日舉辦名為「星空下的皮加扎诺（Pigazzano sotto le stelle）」觀星日活動，每次活動持續著三天。